# Barrie Hole
Barrington Gerard "Barrie" Hole (født 16. september 1942 i Swansea, Wales, død marts 2019) var en walisisk fodboldspiller (midtbane).
Hole var på klubplan tilknyttet de to største klubber i Wales, Cardiff City og Swansea City, begge hjemmehørende i det engelske ligasystem. Han spillede også to sæsoner i de engelske klubber Aston Villa og Blackburn Rovers, der på daværende tidspunkt begge spillede i den næstbedste engelske række.
Hole spillede desuden 30 kampe for det walisiske landshold. Hans første landskamp var et opgør mod Nordirland 3. april 1963, hans sidste en EM-kvalifikationskamp mod Rumænien 11. november 1970.